# Årets framtida ledare
Årets framtida ledare, tidigare Årets ekonomistudent, är en utmärkelse som delas ut av företaget KPMG sedan 2010. Priset delas ut på Universum Awards en gång per år.

## Kriterier
- Att ha lett ett projekt eller en grupp till goda resultat, inom företagande, skolan, kåren, samhällsengagemang eller idrott.
- Är en inspirationskälla för andra.
- Är handlingskraftig, målmedveten, kvalitetsmedveten och lyhörd.

## Pristagare
- 2010 Christofer Lee, Uppsala universitet
- 2011 Stephanie Kaup, Handelshögskolan i Stockholm
- 2012 Martin Björgell, Lunds universitet
- 2013 Jenny Zeng, Handelshögskolan i Stockholm
- 2014 Christoffer Carlsson, Handelshögskolan i Stockholm
- 2015 Sara Magnusson, Linköpings tekniska högskola
- 2016 Angelica Ström, Uppsala universitet
- 2017 Johanna Öhlin, Stockholms Universitet